# Playa de Cortadura
Playa del término municipal de Cádiz, está enclavada a la entrada de Cádiz junto a las murallas de la Cortadura, límite exterior de las defensas de la ciudad desde el siglo XVII al XIX. La playa también se extiende a lo largo de la margen izquierda de la CA-33 (en sentido kilométrico ascendente dirección Cádiz), hasta llegar al caño que divide los términos municipales de Cádiz y San Fernando. Es la más extensa del término municipal, con una longitud de 3.900 metros y una anchura de playa seca de unos 60 metros. Está considerada como "playa virgen", la única del término municipal de Cádiz.
Es de un elevado interés de estudio, ya que está formada por un cordón de dunas, de una amplia zona intermareal y de una zona rocosa que queda al descubierto en la bajamar. El cordón dunar consiste en un cordón de duna primaria sobre el que se establece vegetación característica de arenales activos, como el barrón, oruga de mar y barrilla pinchosa en las zonas más cercanas al mar, a las que se suman otras hacia el interior, como la grama marina, el cardo de mar y la azucena de mar entre otras. Tras la duna primaria se encuentra un área de duna secundaria relativamente activa, donde la riqueza de especies aumenta y aparecen exóticas, como uña de león y caña. En esta zona interior existen varias depresiones artificiales en forma de cubeta, que fijan las arenas, estabilizadas con vegetación exótica, donde se establecen otras especies, como juncos. A lo largo de todo el sistema dunar hay varias pasarelas que llegan hasta la playa desde la zona de aparcamiento, de las cuales sólo tres son elevadas. Sin embargo, toda la duna aparece muy fragmentada por el paso de bañistas a través del sistema. Se han colocado tablestacados y captadores de mimbre en algunos sectores y en otros se ha añadido material de relleno para reconstruir la topografía dunar.
En años anteriores, durante el Trofeo Carranza, esta playa, junto a la Playa Victoria, solían ser en las que más barbacoas se hacen en la Noche de las Barbacoas. Desde la tarde del sábado de trofeo hasta la madrugada del domingo, los gaditanos organizan barbacoas con la familia o los amigos que llegan a congregar a muchísima gente, más de 200.000 personas en la playa, según el Ayuntamiento. Actualmente no está permitido hacer barbacoas.
Hoy en día la playa de Cortadura, más concretamente la zona conocida como "La Gallega", es de categoría nudista. En el resto de las playas no está permitido el nudismo.